# Boso von Arles
Boso von Arles (auch Boso der Alte genannt; † vor 855) war Graf von Arles und in Italien. 
Er ist der Stammvater der Bosoniden und tritt in den Annalen nur deswegen auf, weil er 826 in einer Vereinbarung mit Kaiser Ludwig dem Frommem Familienbesitz bei Nijmegen aufgab und gegen entsprechenden Besitz bei Vercelli in Italien eintauschte.
Darüber hinaus ist er als Schwiegervater des Königs Lothar II. von Lotharingien bekannt, durch eine Ehe, die allerdings erst geschlossen wurde, als er bereits verstorben war.
Boso der Alte hatte (mindestens) vier Kinder:
- Boso († 874/878) Graf in Italien, ⚭ Engiltrude von Orléans, Tochter des Grafen Matfried I. von Orléans
- Hugbert († 864 bei Orbe) Herzog von Transjuranien, Abt von Saint-Maurice, 855 Vormund seiner Schwester Teutberga
- Theutberga († vor 25. November 875) Äbtissin von Sainte-Glossinde in Metz, ⚭ um 855, geschieden 862, Lothar II. König von Lotharingien († 8. August 869 in Piacenza) (Karolinger)
- Richildis (Richeut) von Arles⚭ Buvinus Graf von Metz, 842/862 (Buviniden)

| Personendaten    | Personendaten                      |
| ---------------- | ---------------------------------- |
| NAME             | Boso von Arles                     |
| ALTERNATIVNAMEN  | Boso der Alte                      |
| KURZBESCHREIBUNG | Graf von Arles                     |
| GEBURTSDATUM     | 8. Jahrhundert oder 9. Jahrhundert |
| STERBEDATUM      | vor 855                            |